# Fulbright Tower
Fulbright Tower – wieżowiec usytuowany w centrum Houston w Stanach Zjednoczonych. Został zaprojektowany przez Caudill Rowlett Scott. Jego budowa zakończyła się w 1982. Ma 221 metrów wysokości i 52 piętra, pomiędzy którymi przemieszcza się 29 wind. Nigdy nie był to najwyższy budynek w mieście. Został wykonany w stylu międzynarodowym. Wykorzystywany jest głównie jako biurowiec. Znajdują się tu także centra konferencyjne i fitnessu. Międzynarodowa korporacja prawnicza Fulbright & Jaworski L.L.P, zajmuje ponad 350 000 stóp kwadratowych powierzchni budynku. Pod budynkiem znajduje się podziemny parking na 283 miejsca.